# Покровская, Ирина Петровна
Ирина Петровна Покровская (18 февраля 1926, Каргополь, Архангельская губерния — 2005) — советский российский экономист, статистик. Кандидат экономических наук, старший научный сотрудник Карельского филиала Академии наук СССР, Карельского научного центра РАН. Заслуженный экономист КАССР. Основным направлением научной деятельности И. П. Покровской являлись исследования в области демографии и экономики труда. Под руководством И. П. Покровской выполнен ряд исследований: «Воспроизводство и миграция населения Карельской АССР», «Текучесть кадров в лесозаготовительной промышленности Карельской АССР» и др. В 1971—1973 гг. И. П. Покровская участвовала в составлении карты «Государственная карта населения СССР» (по материалам Всесоюзной переписи населения 1970 г.).

## Биография
Родилась в 1926 году в Каргополе. После окончания средней школы поступила на промышленный факультет Московского экономико-статистического института. По завершении в 1948—1951 гг. училась в аспирантуре, одновременно работала в научно-исследовательском секторе института и занималась преподаванием. В 1953 году в Москве защитила диссертацию на соискание ученой степени кандидата экономических наук по теме «Применение статистического контроля качества продукции в ампульном производстве медицинской промышленности».
В 1952 году переехала в Белоруссию, работала до 1956 — в стенах Белорусского государственного института народного хозяйства им. В. В. Куйбышева: старший преподаватель, затем и. о. доцента кафедры статистики и высшей математики.
Зимой 1956-го переехала в Карелию. C марта 1956 г. — младший научный сотрудник отдела экономики Карельского филиала Академии наук СССР. В 1963—1967 гг. в связи с реорганизациями работала в той же должности в Карельском институте леса. С июля 1967 г. в связи с восстановлением Карельского филиала АН СССР — в составе отдела экономики на должности младшего (с 1968 г. — старшего) научного сотрудника, работала до выхода на пенсию в 1988 г. В декабре 1994-феврале 1995 гг. — старший научный сотрудник Карельского научного центра РАН.
Скончалась в 2005 году.

## Семья
Супруг — Михаил Ильич Шумилов (1925—2019), доктор исторических наук, профессор, в 1973—1991 гг. — ректор Петрозаводского государственного университета.
Тое детей:
- Сын — историк Михаил Шумилов (род. 1957)[1][2], окончил ЛГУ по специальности «история КПСС»
- Дочь — экономист Татьяна Шумилова (род. 1958)
- Дочь — экономист Марина Шумилова (род. 1958)

## Сочинения
Опубликовала 65 научных работ, в том числе монографий.
- Административно-территориальные изменения в Карелии за 1920—1957 г. / И. П. Покровская. — Петрозаводск : Карел. фил. АН СССР, 1960. — [2], 40 л., 4 л. карт.
- Демографическая ситуация и использование трудовых ресурсов в Карелии / И. П. Покровская, В. Л. Зинчук; Карел. фил. АН СССР, Отд. экономики. — Петрозаводск : Карелия, 1986. — 110 с.; 20 см.
- Покровская И. П. Население Карелии. — Петрозаводск : Карелия, 1978. — 192 с.
- Покровская, Ирина Петровна. Применение статистического контроля качества продукции в ампульном производстве медицинской промышленности : диссертация … кандидата экономических наук : 08.00.00. — Москва, 1952. — 221 с. : ил.
- Карельская АССР. Природа. Хозяйство / Карел. фил. АН СССР; [Подгот. И. П. Покровская и др.]. — Петрозаводск : Карелия, 1986. — 276,[2] с. : ил., карт.; 22 см.
- Региональные вопросы ускорения научно-технического прогресса : (На прим. Карел. АССР) : [Сб. ст.] / Карел. фил. АН СССР, Отд. экономики; [Редкол.: И. П. Покровская (отв. ред.) и др.]. — Петрозаводск : КФАН, 1989. — 206 с.

## Архив
В Национальном архиве имеется на хранении личный фонд И. П. Покровской и М. И. Шумилова — личные документы, документы о её научной деятельности, вариант книги М. И. Шумилова и И. П. Покровской «Страницы истории Петрозаводского государственного университета. 1940—2000» и др.